# Mitromorpha platacme
Mitromorpha platacme é uma espécie de gastrópode do gênero Mitromorpha, pertencente a família Mitromorphidae.